# Pseudosoloe thalassina
Pseudosoloe thalassina är en fjärilsart som beskrevs av W. Warren 1909. Pseudosoloe thalassina ingår i släktet Pseudosoloe och familjen mätare. Inga underarter finns listade.